# اسماعیل شفیعی سروستانی
اسماعیل شفیعی سروستانی (متولد ۱۳۳۷ در شیراز)، نویسنده، روزنامه‌نگار ،سخنران و مهدویت‌پژوه ایرانی‌ست. پژوهش‌های او در حوزه غرب‌شناسی، ادبیات فارسی، مطالعات فرهنگی، مطالعات مهدویت و آخرالزّمان‌شناسی است. از او تاکنون بیش از ۸۰۰ مقاله و ۵۳ عنوان کتاب مستقل و بیش از یکصد رساله در حوزه‌های مختلف منتشر شده‌است.

## زندگی‌نامه
در هفده سالگی به عنوان معلم به روستاهای اطراف استان فارس رفت و به عنوان معلم دبستان و مدرسه راهنمایی، به تدریس مشغول شد. دومین دیپلم خود را در سال ۱۳۵۶ شمسی در رشته طبیعی (تجربی) از دبیرستان نمازی شیراز گرفت و بلافاصله تحصیل در رشته برق قدرت (الکتروتکنیک) را در انستیتو تکنولوژی شیراز آغاز کرد و به عنوان دانشجوی ممتاز در این رشته فارغ‌التحصیل شد. تدریس در هنرستان فنی، بخشی از سال‌های زندگی او را به‌خود اختصاص داد.

به دلیل علاقه به فرهنگ و ادبیات تغییر رشته تحصیلی داد و دانشجوی زبان وادبیات فارسی شد و در دانشگاه‌های کرمان، شیراز و بالأخره شهر تهران تحصیل کرد.
در سال دوم رشته زبان و ادبیات فارسی دانشگاه شیراز اوّلین اثرش با عنوان «بازخوانی کلیله و دمنه» منتشر شد.
پس از آن مجموعه‌ای ۱۰ جلدی بازخوانی وتدوین آثار دستغیب را منتشر ساخت. وی در ادامه مطالعاتش، به پژوهش در حوزه «غرب و یهود» پرداخت.
شفیعی برای چند سال پیاپی مسئول امور کتابخانه‌های آموزش و پرورش استان فارس و بعد از ان امور سمعی، بصری و سینمایی بود.
اوبه مدت هفت سال به عنوان عضو هیئت علمی دردانشگاه تدریس نمود.
شفیعی سروستانی از سال ۱۳۷۰ به گروه بزرگ مطبوعاتی «مؤسسه کیهان» پیوست و به عنوان «نویسنده ارشد» این مؤسسه و پس از آن «دبیر سرویس فرهنگ و معارف» به فعالیت پرداخت. اوّلین سلسله مقالات شفیعی سروستانی که با عنوان «کودک ناقص‌الخلقه روشنفکری به راه افتاده‌است»، منتشر شد. بجز کیهان آثار وی در بسیاری از روزنامه‌ها (رسالت، جمهوری، همشهری و...)، ماهنامه‌ها وسایت‌ها منتشر شده‌است.

وی هم‌چنین در برنامه‌های رادیویی وتلویزیونی از جمله برنامه تاجمعه ظهور و عطرعاشقی حاضر و به اظهار نظر می‌پرداخت.
وی در سال ۱۳۷۴ موسسه‌ای مطبوعاتی، تحقیقاتی، انتشاراتی و اطلاع رسانی به نام موعود را تأسیس کرد.
از جمله آثار او می‌توان دائرةالمعارف موعود آخرالزمان و قبیله لعنت را نام برد.

## آثار
| - دائرةالمعارف موعود آخرالزّمان، تاکنون ۷ جلد از این اثر منتشر شده‌است. - از اینجا تا دولت کریمه (گام به گام تا استراتژی انتظار) - استراتژی انتظار - داستان ورزش غرب - نقد مبادی علوم جدید - تفکّر، فرهنگ و ادب و تمدّن - تولّد دوباره حمید - بخت خاک (سفرنامه) - مثلث مقدس (راز کین جویی غرب علیه اسلام و مسلمین) - روزی روزگاری (سیاه مشق‌های شبانه) - تربیت پهلوانی - بوی مهربانی - کلید گنجینه - بازخوانی کلیله و دمنه - شناخت استکبار و عملکرد کنونی آن در عالم - پرسش از غرب - غرب و آخرالزمان - نقش روشنفکری - دانشستان سرزمین‌های درگیری در واقعه شریف ظهور ۲ جلدی - قوم نشان شده - مسحیان صهیونیست و عملکرد آن‌ها در شرق اسلامی - ولنگاری فرهنگی - جاهلیت مدرن - بحران فراگیر در شرق اسلامی - زنجیرهای نامرئی - لرزان و لغزان چون ژله - از قلة عاشورا تا دریای ظهور - قبیلة رحمت (بررسی نقاط عطف فرهنگی در دعای ندبه) - محرمانه مستقیم؛ آنچه جوانان نباید بخوانند! - پدران مهربان ما - حصن حصین - آل یاسین - ولایت ولیّ الله - بن مایة رویگردانی از خدا (قبیلة لعنت ۱: بررسی سیر عملکرد ابلیس از آغاز آفرینش تا امروز) - کاهنان معبد جادو (قبیلة لعنت ۲: بررسی سیر عملکرد ابلیس از آغاز آفرینش تا امروز) |

بنی اسرائیل، بنی اسماعیل و اخرالزمان

## آثار عربی
1. الثلاثی المقدّس (اسرار عداوة الغرب للاسلام و المسلمین)
2. الجاهلیة الحدیثة
3. الغرب و آخرالزّمان
4. السؤال عن الغرب
5. الفکر، الثقافه و الأدب، الحضاره
6. قبیلة الرّحمة
7. أسعد یولد من جدید
8. الإرادة المقرونیة بالحق: لنسأل الغرب
9. مهتز و زلق کالهُلام (مدخل علی نمط حیاتنا)
10. المسیحیون المتصهینون
11. قصة الرّیاضة فی الغرب
12. من قمة عاشوراء إلی بحر الظهور